# Puerta de la Catedral de Florida (Uruguay)
La Puerta de la Catedral de Florida es un monumento histórico nacional de Uruguay por su valor artístico escultórico. Es parte de la Catedral Basílica Santuario Virgen de los Treinta y Tres Orientales de Florida, patrimonio nacional por su valor arquitectónico y significado histórico. 
Presenta altorrelieves y bajorrelieves en bronce que representan los hechos principales de la historia del Uruguay, cuyas escenas se complementan con motivos de la fauna y la flora nativa. Aparecen también escenas bíblicas y aspectos religiosos relacionados con la Virgen de los Treinta y Tres Orientales ubicados en los paneles centrales.
Esta puerta es única en el país, con solo mirarla se descubre un valor artístico en bajo y altorrelieve que destaca las formas de las luces y sombras. Además ser  un valor histórico y documental, es un mensaje de amor a la Patría y a la vida, al pasado,al presente y al porvenir.

## Estructura y Significación
Sobre la puerta luce una inscripción latina: "HAEC PORTA DOMINI JUSTI INTRABUNT IN EAM" (Vulgata, Psalmi  117:20), que significa: "ESTA ES LA PUERTA DEL SEÑOR, POR ELLA ENTRARÁN LOS JUSTOS".
Sobre el brazo más corto y en la parte superior se trabajó con temas netamente religiosos, destacados con un fondo de rayos de sol que simbolizan la luz de la Fe. En el cuadrante de la izquierda se representa el Sermón de la montaña complementado con un triángulo con tres círculos en su interior que representa la Divina Trinidad. En el cuadrante de la derecha se representa la Multiplicación de los panes y los peces, donde se destaca un pez sobre las olas, que lleva encima un cesto de panes. Dos figuras aladas simbolizan la Fe y la Esperanza.
Debajo del otro brazo más corto de la cruz hay doce paneles, los paneles 1 al 6 representan hechos histórico-religiosos ocurridos en la ciudad de Florida, y los restantes, hechos histórico-religiosos nacionales.